# Яків Джугашвілі
Яків Джугашвілі (груз. იაკობ ჯუღაშვილი (вимовл. Іаков Джугашвілі), 18 березня 1907, село Баджі, Кутаїська губернія, Російська імперія — кінець 1943 року, концтабір Заксенгаузен) — старший син Йосипа Сталіна. Загинув у німецькому полоні під час II СВ.

## Біографія
Народився у родині Йосипа Сталіна і Катерини Сванідзе. Дитячі роки провів в Тбілісі. Навчався у Москві в середній школі на Арбаті, потім в електротехнічній школі у Сокольниках, яку закінчив 1925 року.
Того ж року одружився першим шлюбом на 16-річній Зої Гуніній. Через те, що Сталін був категорично проти цього шлюбу, стрілявся, але залишився живим: куля пройшла навиліт, на що Сталін сказав: «він вчинив як хуліган і шантажист, з яким у мене немає і не може бути більше нічого спільного. Нехай живе де хоче і з ким хоче».
Закінчив Вище технічне училище у Москві, а потім артилерійську академію.
На початку тридцятих років познайомився з Ольгою Павлівною Голишевою з Урюпінська. Шлюб між ними не був зареєстрований, але 10 січня 1936 у неї народився син — Євген, який, за однією з версій, за сприяння Якова отримав ім'я Євген Якович Джугашвілі.
1936 року Яків одружився з балериною Юлією Мельцер і став її третім чоловіком. 19 лютого 1938 року у них народилася дочка Галина.

### У роки Другої Світової війни
Від 24 червня 1941 року Яків, у званні капітана, перебував на фронтах Німецько-радянської війни як командир 6-ї артилерійської батареї 14-го гаубичного полку 14-ї танкової дивізії 7-го мехкорпусу, 20-й армії. За бій 7 липня 1941 біля річки Черногостніца під Сєнно Вітебської області разом з іншими бійцями представлений до урядової нагороди.
У липні 1941 року частини 16-й, 19-й і 20-ї армій потрапили в оточення під Вітебськом. 16 липня 1941 року, при виході з оточення, біля міста Ліозно, Яків Джугашвілі пропав. Весь час, поки не було відомо про його місцезнаходження, велися пошуки, проте 20 липня 1941 року німці по радіо повідомили, що вони захопили в полон сина Сталіна.

### Полон

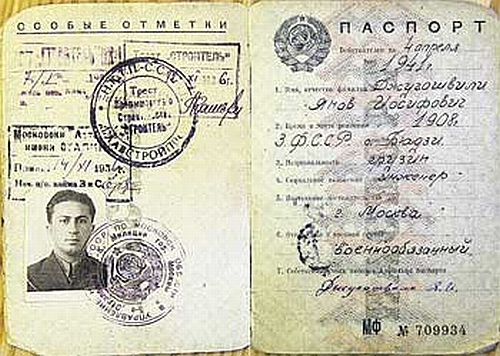
Паспорт Якова Джугашвілі.

Якова Джугашвілі помістили в табір для військовополонених поблизу Просткена, Східна Пруссія (нині на території Польщі) і неодноразово намагалися схилити до співпраці зі спецслужбами Третього Рейху.
Незабаром він був переведений в центральну в'язницю гестапо, в подальшому — до концтабору в Гаммельсбурзі. У квітні 1942 року він знову був відправлений до центральної в'язниці гестапо, а в лютому 1943 за вказівкою Гіммлера відправлений у концтабір Заксенгаузен.
Після поразки під Сталінградом гітлерівське командування намагалось обміняти Якова Джугашвілі на генерал-фельдмаршала Паулюса і племінника Адольфа Гітлера лейтенанта Лео Раубаля, взятих радянською армією в полон. Сталін не погодився на обмін.

### Загибель
Наприкінці 1943 року був убитий в концтаборі Заксенхаузен при спробі непідкорення вартовому.

## Родина
Син Євгеній (1936—2016). Брат Василь Джугашвілі. Сестра Аллілуєва Світлана Йосипівна.